# Blepharis tanzaniensis
Blepharis tanzaniensis är en akantusväxtart som beskrevs av K. Vollesen. Blepharis tanzaniensis ingår i släktet Blepharis och familjen akantusväxter. Inga underarter finns listade i Catalogue of Life.